# Heidewitzka, Herr Kapitän

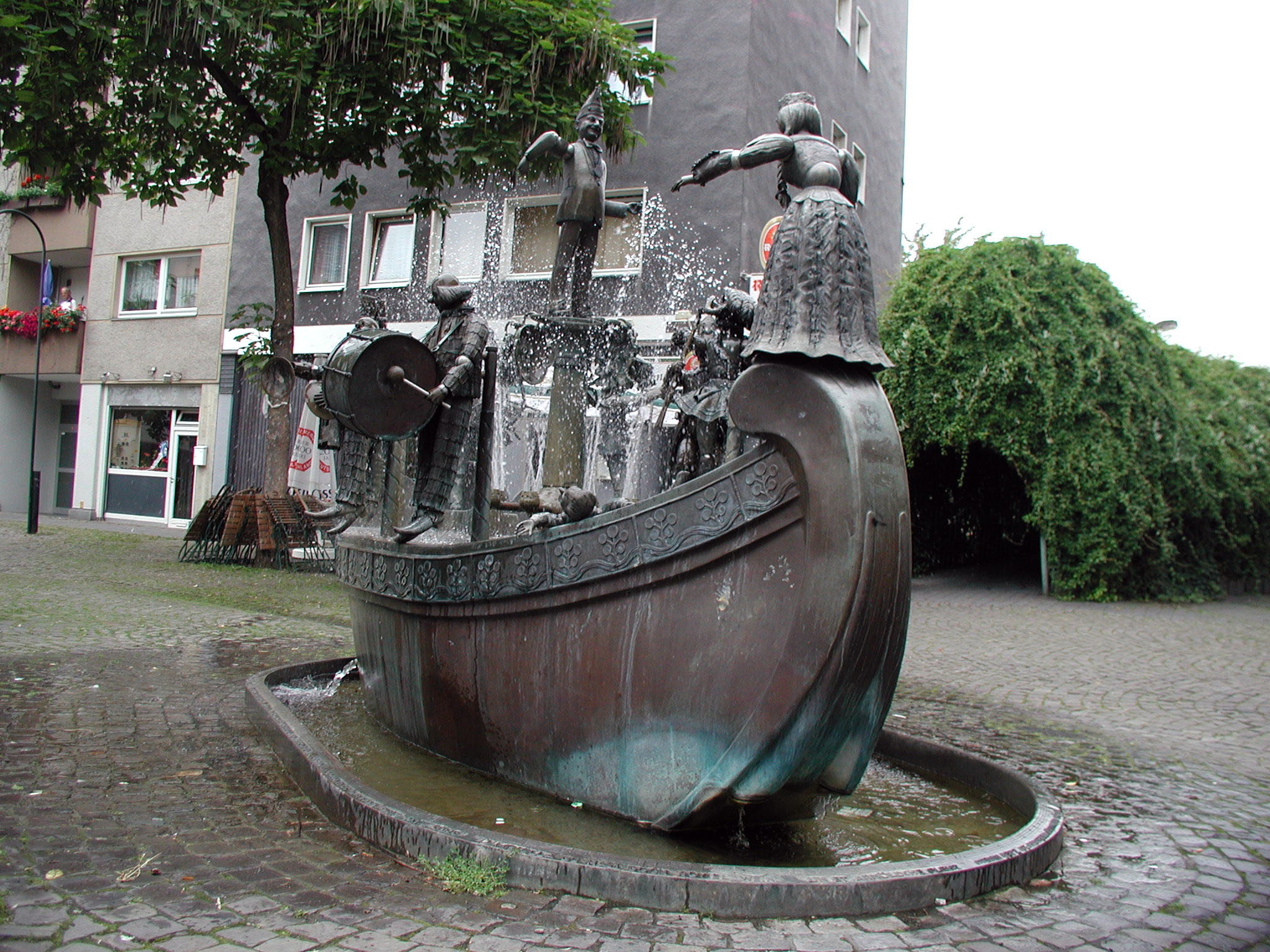
Müllemer-Böötche-Denkmal am Karl-Berbuer-Platz in Köln

Heidewitzka, Herr Kapitän ist ein 1936 von Karl Berbuer geschriebenes Karnevalslied.

## Entstehungsgeschichte und Text

„Müllemer Böötche“ am Anlegeplatz (1905)

Das Karnevalslied entstand 1936 während der Zeit des Nationalsozialismus und ist in kölscher Sprache verfasst. Es hat einen eingängigen Refrain und wird im rheinischen Karneval bis heute gesungen. Der Text beschreibt die alljährliche Schiffstour einer Männergesellschaft von Köln rheinaufwärts nach Königswinter zum Drachenfels, was nahezu zwangsläufig mit dem Genuss größerer Mengen Alkohol verbunden wird. Der Refrain erinnert gleichzeitig an die Rheinfähre zwischen dem rechtsrheinisch gelegenen Köln-Mülheim und den linksrheinischen Stadtteilen. Tatsächlich gab es eine Fährverbindung, bis 1888 eine erste Schiffsbrücke den Fährbetrieb überflüssig machte. 1929 ersetzte dann die heutige Mülheimer Brücke die alte Schiffsbrücke; dennoch besteht alternativ noch ein Fährbetrieb zu Ausflugszwecken. Zu Ehren von Berbuer und in Erinnerung an das Lied wurde in Köln am Karl-Berbuer-Platz das Müllemer-Böötche-Denkmal errichtet.
| Refrain: Heidewitzka, Herr Kapitän Mem Müllemer Böötche fahre mer su jän, mer kann su schön em Dunkle schunkele wenn üvver uns de Stääne funkele Heidewitzka, Herr Kapitän Mem Müllemer Böötche fahre mer su jän. | Hochdeutsche Übersetzung: Heidewitzka, Herr Kapitän! Mit dem Mülheimer Bötchen fahren wir so gerne, man kann so schön im Dunklen schunkeln wenn über uns die Sterne funkeln. Heidewitzka, Herr Kapitän! Mit dem Mülheimer Bötchen fahren wir so gerne. |

Über die Herkunft und die Bedeutung des Wortes Heidewitzka gibt es verschiedene Interpretationsversuche. Sicher ist, dass es sich nicht um einen kölschen Ausdruck handelt. Manfred Becker-Huberti sowie Patricia Heberer vermuteten, dass es eine Verballhornung des Hitler-Grußes sei. Das Wort wird heute im Deutschen als Ausdruck für „auf geht’s!“ oder „schnell“ verwendet, was die Behauptung stützen würde, dass es sich um eine onomatopoetische Interjektion handele, die so viel bedeute wie „Hei! Wie der Blitz“. Immerhin fährt das Boot laut Text „met hundert Knöddele“ (mit hundert Knoten = 185 km/h).
Das Lied wurde auch auf Liedpostkarten verbreitet.

## Niederländische Fassung
Annähernd gleichzeitig mit der deutschen Fassung des Liedes entstand in den 1930er Jahren eine niederländische Textfassung zur selben Melodie, die von dem Schlagersänger Willy Derby aufgenommen wurde und in den Niederlanden ähnliche Popularität wie die kölsche Fassung in Deutschland erreichte. Der Ausruf „Heidewitzka“ ist in der niederländischen Fassung identisch, der restliche Text bezieht sich aber humoristisch auf den damals schnell wachsenden Automobilverkehr.

## Zeitweilige Verwendung als Ersatz für die fehlende Nationalhymne
Noch 1953 wurde das Lied beim ersten Staatsbesuch Bundeskanzler Konrad Adenauers in Chicago gespielt, obwohl Adenauer 1952 erreicht hatte, dass die dritte Strophe des Deutschlandliedes die offizielle Nationalhymne der Bundesrepublik wurde. Auch der Trizonesien-Song von Berbuer, eine Anspielung auf die drei Besatzungszonen der Westmächte, wurde seinerzeit bei offiziellen Empfängen gespielt.

## Tondokument
Der Verfasser des Liedes, der kölsche Karnevalist Karl Berbuer, nahm das Lied 1936 für die Lindström-Marke Gloria mit Orchesterbegleitung selbst auf:
- Heidewitzka, Herr Kapitän. Kölnischer Marsch. Karl Berbuer mit “Gloria” Tanz-Orchester, Gloria G. O. 27 371 b (mx. Bi 2722), aufgen.1936.[11]

## Coverversionen
Das Lied wurde mindestens sechsmal gecovert, darunter noch 1936 von Jupp Schmitz und Walter von Lennep, von Will Glahé (1938), von Willy Millowitsch sowie 2018 von Betontod.